# Pleurothallis torrana
Pleurothallis torrana är en orkidéart som beskrevs av Carlyle August Luer. Pleurothallis torrana ingår i släktet Pleurothallis och familjen orkidéer. Inga underarter finns listade i Catalogue of Life.